# Festuca soukupii
Festuca soukupii är en gräsart som beskrevs av Stancík. Festuca soukupii ingår i släktet svinglar, och familjen gräs. Inga underarter finns listade i Catalogue of Life.